# Sandrine Ray
Sandrine Ray  est une réalisatrice et scénariste française.

## Biographie
Sandrine Ray fait des études de photographie et de cinéma, avant de devenir assistante réalisatrice pendant une dizaine d'années. Elle sort son premier film en tant que réalisatrice, Vivante, en 2002, sur le thème du viol. Son téléfilm La Balade de Lucie a réuni 3,7 millions de téléspectateurs. Elle a été jury caméra d'Or au Festival de Cannes 2009 et du Festival européen du court métrage de Bordeaux en 2012.

## Filmographie
- 1990 : La Fracture du myocarde (assistante réalisatrice)
- 1993 : 23h58 (assistante réalisatrice)
- 1997 : Comme des rois (assistante réalisatrice)
- 2000 : Mon Homme, ou le mystère Blier (documentaire)
- 2002 : Vivante (réalisatrice)
- 2011 : Léa (assistante réalisatrice)

2012 : "Une trop bruyante adolescence" film documentaire contre l'esclavage moderne TV5 Monde
- 2013 : La Balade de Lucie (télévision)Réalisation et Scénario

2008 : Parution de son premier roman "Mon besoin d'amour est impossible à rassasier", Léo Scheer
2017 : Parution de "La tragédie du bonheur selon Agnès" Kobo Fnac

## Distinctions
- Sélection à Sundance Film Festival 2002 pour Vivante (ALIVE)
- Prix du public au Festival de Saint Jean de Luz
- Acteurs nommés au César.